# Сана, Андре
Андре Сана (20 декабря 1920 , Ирак — 8 мая 2013) — епископ Акры с 20 июня 1957 года по 2 марта 1966 года, епископ Амадии со 2 марта 1966 года по 17 ноября 1967 года, архиепископ Киркука Халдейской католической церкви c 14 декабря 1977 года по 27 сентября 2003 года.

## Биография
Андре Сана родился 20 декабря 1920 года в Ираке.
15 мая 1945 года Андре Сана был рукоположён в священника.
20 июня 1957 года Римский папа Пий XII назначил Андре Сана епископом Акры. 6 октября 1957 года Андре Сана был рукоположён в епископа.
В 1962—1965 года Андре Сана участвовал в I , II, III и IV сессиях II Ватиканского собора.
2 марта 1966 года Андре Сана был назначен епископом Амадии и 14 декабря 1977 года — архиепископом Киркука.
27 сентября 2003 годы вышел на пенсию.